# Csulai György
Csulaj vagy Csulai György (? – 1660 vége) református lelkész, az Erdélyi református egyházkerület püspöke 1650-től haláláig.

## Élete
Debrecenben tanult, majd 1619-ben a heidelbergi egyetem hallgatója volt. Hazatérve Gyulafehérváron lett tanár. 1623-ban Székelyudvarhelyre ment lelkésznek, és ugyanabban az évben esperessé választották. 1627-ben Nagyenyeden lett lelkész.
1635-től I. Rákóczi György fejedelem udvari papjaként szolgált. Ebben a minőségében nagy kiváltságban volt része: saját konyhával rendelkezett, amire sem előtte, sem utána nem volt példa. Támogatta a heidelbergi káté román fordításának elkészítését és kiadását, majd amikor a fordítást a moldvai Varlaam metropolita Cartea carea să cheamă răspunsul împotriva catihismului Calvinesc (Suceava 1645) című vitairatában támadta, Csulai vitába szállt vele.
1650-ben püspökké választották. 1652-ben ő hívta haza Hollandiából Apáczai Csere Jánost, hogy a gyulafehérvári főiskola tanára legyen. 1650–1653 közötti könyvadományaival jelentős mértékben hozzájárult a marosvásárhelyi református kollégium könyvtárának megalapozásához. 1658-ban közbenjárt a fejedelemnél az összes nagyenyedi polgár nemessé emelése érdekében.
II. Rákóczi György háborúinak következtében bujdosásra kényszerült, Erdélytől távol, Magyarországon halt meg.
Mellékalakként számos, a korban játszódó irodalmi műben megjelenik, így Kemény Zsigmondnak Özvegy és leánya illetve A rajongók című regényeiben, valamint Németh László Apáczai című történeti drámájában, és Páskándi Géza Tornyot választok című drámájában.

## Munkái
- Üdvözlő verset írt Barcsai Zsigmondhoz (1620), Mindszenti C. Imréhez (1620) és Geleji Katona Istvánhoz (1640)
- Latin gyászbeszéd Bethlen Gáborné Károlyi Zsuzsánna felett. 1622 (Az „Exequiarum Caeremonialium… libelli duo” c. gyűjteményben, Gyulafehérvár, 1624)
- Gyászbeszéd gr. Bethlen Péter felett (A „Temetési pompa” c. kiadványban, Nagyvárad, 1646)
- Keserüi Dajka János felett is tartott beszédet (1633)
- Temetési pompa. Várad, 1646 (Halotti prédikáció, melyet iktári gr. Bethlen Péternek, Hunyadmegye főispánjának temetésén 1646. nov. 4. tartott)
- Határozata az eresztvényi és rétyi gyülekezetek közt fenforgó vitás ügyben 1653-ból. (M. Prot. Figyelmező 1872. 385. l.)
- Két levele Bethlen Istvánhoz 1636 decemberéből (Történelmi Tár 1885. 746–749.)[7]
- Scutul catechizmuului cu răspuns din scrâptura svântâ (Gyulafehérvár, 1656)